# Граф Герефорд
Граф Герефорд (англ. Earl of Hereford) — англійський графський титул у середньовіччі. Уже в англосаксонський період Герефордшир та прилеглі землі були виділені у окрему адміністративну одиницю під владою ерла, покликану забезпечити оборону англо-валлійського кордону. Після нормандського завоювання військове значення Герефордширу ще більше зросло, а титул графа Герефорду став одним з перших дворянських титулів, започаткованих Вільгельмом Завойовником. У 1199 році цей титул було передано главі дому де Богун, одного з наймогутніших і впливових аристократичних родів Валлійської марки. У другій половині XIII — першій половині XIV століття графи Герефорд відігравали провідні ролі у політичному житті країни й керували військовими походами на Уельс, Шотландію та Францію. Титул припинив існування зі смертю останнього представника дому де Богун у 1373 році й відтоді не відновлювався.

## Історія титулу
Титул ерла Герефорду вперше отримав всередині XI століття Свен Годвінсон, старший брат Гарольда II, останнього короля англосаксонського періоду історії Англії. За його наступника ерла Ральфа Герефордшир вперше почав перетворюватись на прикордонне графство, що відповідало за оборону англійського кордону з південним Уельсом. Після нормандського завоювання військова орієнтація Герефордширу посилилась. Однак остаточна трансформація графства на одну з прикордонних марок призупинилась після ліквідації титулу графа Герефорду в результаті участі Роджера Фіц-Осберна у «повстанні трьох графів» 1074 року проти Вільгельма Завойовника.
Наприкінці XII століття титул графа Герефорду отримав Генрі де Богун (пом. 1220), лорд-констебль Англії, крупний землевласник Валлійської марки та Вілтшира й активний учасник баронських війн початку XIII століття. Його нащадки з дому де Богун продовжували носити цей титул до 1373 року. Завдяки вдалим шлюбам і королівським дарункам до середини XIV століття графи Герефорду стали одним з найбагатших та найвпливовіших аристократичних родів Англії. Серед носіїв титулу найбільш виділяються Гемфрі де Богун, 3-й граф Герефорд (пом. 1299), один із керівників завоювання Уельсу й Шотландії за Едуарда I, і його син Гемфрі де Богун, 4-й граф Герефорд (пом. 1322), учасник битви під Беннокберном, лорд-ордайнер і лідер руху баронів проти Едуарда II та його фаворитів. Після смерті 1373 року Гемфрі де Богуна, 7-го графа Герефорду, який не залишив спадкоємців чоловічої статі, титул припинив своє існування й відтоді не відновлювався.

## Список графів Герефорд

### Англосаксонські ерли Герефорду
- Свен Годвінсон (бл. 1043—1051)
- Ральф (1052—1057)

### Графи Герефорд, перша креація (1067)
- Вільям Фіц-Осберн (1067—1071);
- Роджер Фіц-Осберн (1071—1075), син попереднього.

### Графи Герефорд, друга креація (1141)
- Міль Глостерський (1141—1143);
- Роджер Фіц-Миль (1143—1155), син попереднього.

### Графи Герефорд, третя креація (1199)
- Генрі де Богун, 1-й граф Герефорд (1199—1220);
- Гемфрі де Богун, 2-й граф Герефорд (1220—1275), син попереднього;
- Гемфрі де Богун, 3-й граф Герефорд (1275—1298), онук попереднього;
- Гемфрі де Богун, 4-й граф Герефорд (1298—1322), син попереднього;
- Джон де Богун, 5-й граф Герефорд (1322—1336), син попереднього;
- Гемфрі де Богун, 6-й граф Герефорд (1336—1361), брат попереднього;
- Гемфрі де Богун, 7-й граф Герефорд (1361—1373), племінник попереднього.